# Foreste delle Mascarene
Le foreste delle Mascarene sono un'ecoregione dell'ecozona afrotropicale, definita dal WWF (codice ecoregione: AT0120), costituita dalle isole Mascarene (Réunion, Mauritius e sue dipendenze), situate nell'oceano Indiano. Questa ecoregione forma parte della regione denominata foreste umide delle Seychelles e isole Mascarene, inclusa nella lista Global 200.

## Territorio
È un'ecoregione di foresta pluviale con una superficie totale di circa 5000 km². Queste isole vulcaniche non sono mai state collegate a nessun continente, così le specie vegetali e animali che le popolano sono giunte via mare, principalmente dall'Africa e dal Madagascar, anche se alcune specie sono originarie dell'Asia.

## Flora
In passato, le isole erano completamente ricoperte da foresta, e ospitavano una gran varietà di ecosistemi forestali. Nei pressi della costa vi erano zone umide costiere e foreste paludose; procedendo verso l'interno, si passava ad una foresta pluviale sul versante sopravento e ad una foresta secca di pianura su quello sottovento, a savane di palme, boschi montani decidui e, sulle cime montuose di Réunion, brughiere di montagna. Le isole Mascarene ospitano 38 generi e 695 specie di piante endemiche; tra queste figura Psiloxylon mauritianum, membro della famiglia delle Mirtacee. Il tambalacoque (Sideroxylon grandiflorum), anche chiamato «albero del dodo» perché si riteneva erroneamente che i suoi semi dovessero passare attraverso l'apparato digerente del dodo per poter germinare, è endemico dell'isola di Mauritius, ed è in pericolo di estinzione.

## Fauna
Su queste isole non sono presenti mammiferi nativi, fatta eccezione per alcune specie di pipistrello, come Pteropus rodricensis, lo scomparso Pteropus subniger e l'endemico Pteropus niger, in pericolo di estinzione. Molte specie di uccelli che si erano evolute qui avevano perso la capacità di volare. Quattordici specie di uccelli, però, sono scomparse; tra queste, la più famosa è il dodo (Raphus cucullatus) di Mauritius. Altri uccelli estinti sono il solitario di Rodrigues (Pezophaps solitaria), il solitario di Réunion (Threskiornis solitarius), il parrocchetto di Newton (Psittacula exsul), il piccione blu di Mauritius (Alectroenas nitidissimus ), il pappagallo Mascarinus mascarin e lo storno Necropsar rodericanus. Tuttavia, sopravvivono ancora 16 specie endemiche di uccelli: endemici di Mauritius sono il bulbul di Mauritius (Hypsipetes olivaceus), il gheppio di Mauritius (Falco punctatus), il parrocchetto di Mauritius (Psittacula eques), il fody di Mauritius (Foudia rubra), l'occhialino di Mauritius (Zosterops chloronothos), la coracina di Mauritius (Lalage typica) e il piccione rosa (Nesoenas mayeri); endemici di Réunion sono il bulbul di Réunion (Hypsipetes borbonicus), l'occhialino di Réunion (Zosterops olivaceus), l'averla cuculo di Réunion (Lalage newtoni) e il saltimpalo di Réunion (Saxicola tectes); endemici di Rodrigues sono la cannaiola di Rodrigues (Acrocephalus rodericanus) e il fody di Rodrigues (Foudia flavicans); le altre tre specie, il pigliamosche del paradiso delle Mascarene (Terpsiphone bourbonnensis), l'occhialino delle Mascarene (Zosterops borbonicus) e la salangana delle Mascarene (Aerodramus francicus), sono presenti sia su Mauritius che a Réunion. Su queste isole si trovano inoltre 13 specie endemiche di rettili, tra cui varie specie di gechi diurni del genere Phelsuma, come il geco diurno di Round (Phelsuma guentheri), il boa di Round (Casarea dussumieri), il boa di Mauritius (Bolyeria multocarinata) e lo scinco di Round (Leiolopisma telfairii). Completamente scomparse, invece, sono tutte le specie di tartarughe giganti del genere Cylindraspis. Gli invertebrati della regione non sono stati studiati ancora accuratamente, però anche tra loro abbondano gli endemismi, come il verme nemertino Geonenertes rodericana, delle foreste umide di Rodrigues, e la farfalla Papilio manlius di Mauritius. Sulle isole vivevano anche molte specie endemiche di chiocciole, ma il 30% di esse si è estinto e un altro 30% è in pericolo di estinzione a causa dell'introduzione della chiocciola carnivora Euglandina rosea.

## Conservazione

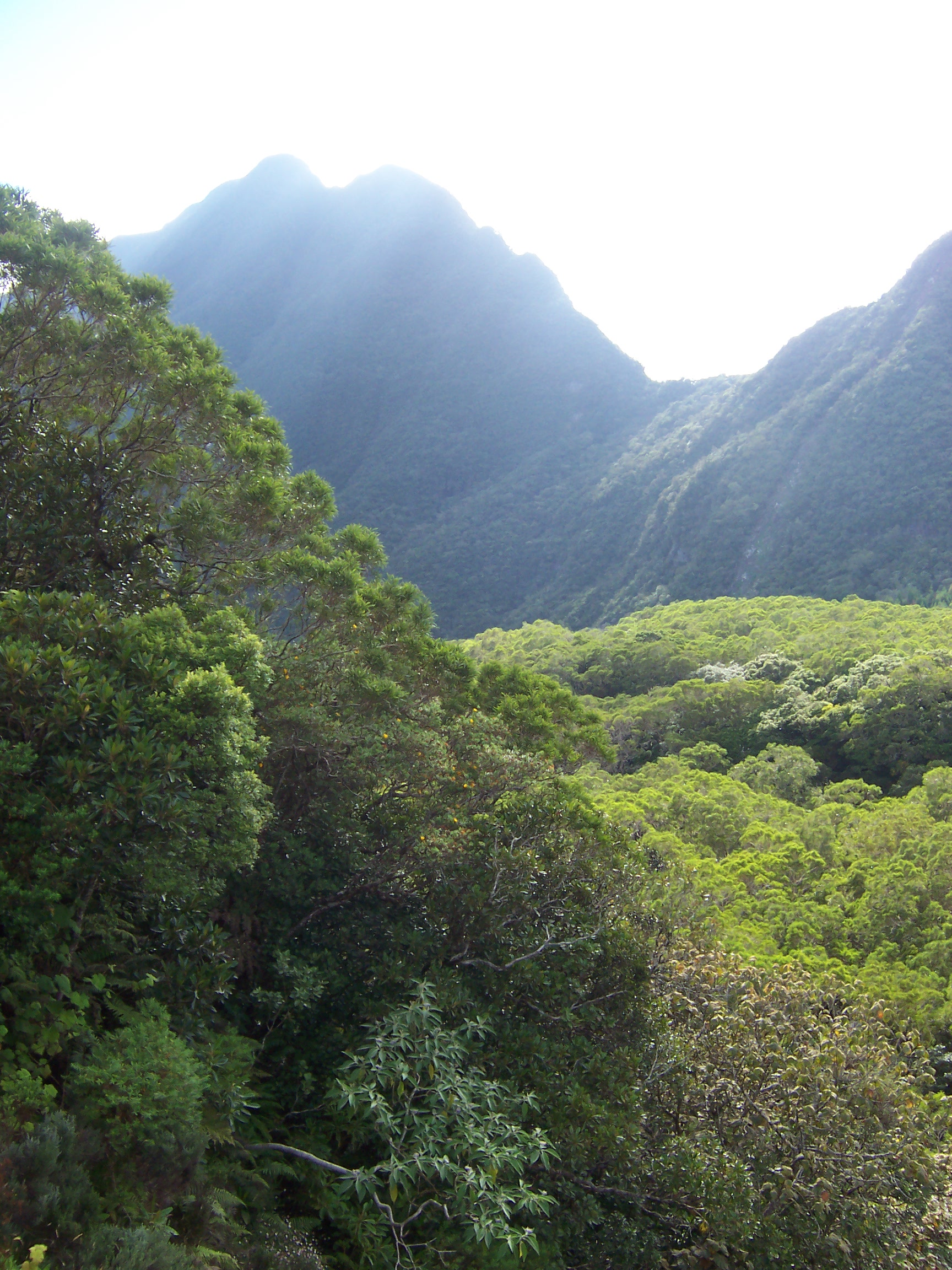
Foresta di Belouve, una foresta nebulosa presso La Riunione

L'ecoregione è considerata in pericolo critico. Gran parte della flora e fauna native è a rischio di estinzione o è già scomparsa. Fin da quando gli uomini si stabilirono permanentemente su queste isole, nel XVII secolo, il disboscamento per far spazio all'agricoltura e all'allevamento ha eliminato gran parte della vegetazione originaria. Inoltre sono state introdotte molte specie esotiche, come cervi, topi, gatti, scimmie e manguste. Round Island, situata a nord di Mauritius, è una riserva naturale istituita per proteggere le specie endemiche di rettili che ospita.